# 김구 서명문 태극기
김구 서명문 태극기는 충청남도 천안시 목천읍 독립기념관에 있는 일제 강점기의 태극기이다. 2008년 8월 12일 대한민국의 국가등록문화재 제388호로 지정되었고, 2021년 10월 25일 대한민국의 보물 제 2141호로 승격되었다.

## 개요
대한민국 임시 정부의 김구(1876년 ~ 1949년) 주석이 1941년에 중국에서 미국으로 가는 친분이 있던 벨기에 신부 매우사(梅雨絲, 샤를 메우스Charels Meeus) 신부에게 준 태극기이다. 바탕에 광복군에 대한 우리 동포들의 지원을 당부한 김구 선생 친필 묵서가 쓰여져 있다. 이후 미국으로 건너간 매우사 신부는 도산 안창호 선생의 부인 이혜련 여사에게 이 태극기를 전했고, 후손들이 보관하다가 ‘안창호 유품’ 중 하나로 1985년 3월 11일 독립기념관에 기증되었다.
세로 44.3cm, 가로 62cm 크기의 비단 천에 청색과 홍색의 천으로 태극을 만들어 붙이고, 흑색 천으로 4괘를 덧대어 제작한 소형 태극기이다. 깃대는 오른쪽에 천을 덧대어 만들었으며, 괘는 가로 상단에 건괘(乾卦)와 감괘(坎卦), 하단에 이괘(離卦)와 곤괘(坤卦)가 배치되어 있다. 깃대와 괘의 사이에는 김구의 친필로 묵서 4줄 143자가 쓰여 있고 마지막에 ‘김구(金九)’라고 새겨진 작고 네모난 인장이 찍혀 있다. 2021년 8월 12일에는 문화재청이 문화재위원회 동산분과 회의를 통해 김구 서명문 태극기를 데니 태극기와 함께 보물로 지정 예고했다.

## 역사적 의의
이 태극기의 가장 큰 역사적 의의는 김구와 안창호로 대표되는 일제 강점기 해외 독립운동가들의 활동과 한국인들의 광복에 대한 염원이 생생하게 담겨 있다는 사실이다. 서명문에서 김구는 망국의 설움을 면하고 자유와 행복을 누리기 위해서 광복군을 도와줄 것을 강하게 호소하였다.
김구 서명문의 내용은 다음과 같다.
| “ | 매우사 신부에게 부탁하오. 당신은 우리의 강복 운동을 성심으로 돕는 터이니 이번 행차의 어느 곳에서나 우리 한인을 만나는 대로 이 의구(義句, 올바른 글)의 말을 전하여 주시오. 지국(止國, 망국)의 설움을 면하려거든, 자유와 행복을 누리려거든, 정력ㆍ인력ㆍ물력을 광복군에게 바쳐 강노말세(强弩末勢, 힘을 가진 세상의 나쁜 무리)인 원수 일본을 타도하고 조국의 독립을 완성하자. 1941년 3월 16일 충칭에서 김구 드림 | ” |

‘김구 서명문 태극기’는 지금까지 알려진 19세기~20세기 초 제작 태극기 중 정확한 제작시기가 알려진 유일한 자료라는 점, 대한민국의 독립을 열망한 독립운동가들의 간절한 신념이 대표적으로 담겨 있다는 점, 매우사 신부로부터 안창호 선생이 태극기를 전달받기까지 상황이 역사적 기록으로 남아 있어 전래 경위가 분명하다는 점, 1942년 6월 대한민국임시정부가 태극기의 제작규정을 통일하기 직전에 제작되어 태극기의 변천 과정을 살펴보는 데 매우 귀중한 자료가 된다는 점에서 역사ㆍ학술적 가치가 높이 평가된다.

## 같이 보기
- 김구

## 참고 자료
- 김구 서명문 태극기-문화재청 국가문화유산포털
- 이 문서에는 문화재청에서 공공누리 제1유형으로 배포된 자료를 바탕으로 한 내용이 포함되어 있습니다.